# 卡巴爾人
卡巴爾人（希臘語：Κάβαροι），是可薩人中的一個部落，在九世紀時加入了馬札兒人。

## 歷史
卡巴爾人本是可薩突厥一部落，但在公元九世紀因與其他兩部落反對汗王而遭屠殺，他們在880年左右逃往住在多瑙河岸的馬札兒人，被阿尔帕德大公收容，成為馬札兒人第八個部落。
他們因好戰被列為諸部落之首，同時他們對馬札兒人很大影嚮，他們教會馬札兒人可薩語。
在馬札兒人定居潘諾尼亞後他們主要生活蒂薩河和索梅什河之間。